# 817
Năm 817 là một năm trong lịch Julius.